# حامد الوادي
حامد باشا ابن محمود الوادي ( 1898 - 1966 ) كبير المرافقين والمرافق الخاص للامير عبدالله بن الحسين، ورئيس الديوان الأميري. أخ كل من جميل الوادي (قاض عراقي ووزير عدل سابق) وشاكر الوادي (مرافق الملك فيصل الأول ووزير الدفاع).

## نشأته
من عشيرة الدليم العراقية التي تعيش على مجرى نهر الفرات في غرب العراق، ولد في بغداد عام 1898 م، ونشأ وترعرع في بيت والده محمود الوادي شيخ عشيرة الدليم، وقد تلقى تعليمه الابتدائي والرشدي والإعدادي في بغداد، والتحق بعد ذلك بالكلية العسكرية العثمانية في استانبول مع أخيه شاكر، وبعد نهاية دراسته التحق بالخدمة العسكرية في الجيش العثماني.

## السياسة
أبان إعلان الثورة العربية الكبرى عام 1916 كان والده محمود الوادي في الحجاز وغادر إلى العراق وأعلن انضمامه مع عشائر الدليم إلى الثورة العربية الكبرى بقيادة الشريف الحسين بن علي. وفي عام 1921 أعلن عن تأسيس المملكة العراقية بقيادة الملك فيصل الأول، وكانت عائلة الوادي وعشائر الدليم من أكبر المؤيدين للملك فيصل في العراق، وبعد ذلك انتخب السيد حامد الوادي عضوا في مجلس النواب العراقي. وفي حوالي عام 1925 م انتقل حامد الوادي إلى الأردن، حيث انضم إلى لخدمة الرسمية في الدولة الأردنية، وتولى منصب كبير المرافقين والمرافق الخاص للامير عبد الله بن الحسين، وبعدها تولى منصب رئيس الديوان الأميري.

## رئاسة الديوان الأميري
تولى الوادي منصب رئيس الديوان الأميري بعد استقالة رئيس الديوان محمد الأنسي ( للمرة الأولى ) واستمر في منصبه هذه لمدة طويلة خلال الفترة (أكتوبر 1927 - يونيو 1933) واستقال من بعد ذلك ليتولى من بعده فؤاد الخطيب .
وبعد استقالته من رئاسة الديوان الأميري، بقي حامد الوادي مقيما في عمان (وفكر الملك عبد الله المؤسس في توليته منصب رئيس الوزراء بعد منحه لقب (باشا)، لكن يبدو ان هناك ظروفا خاصة منعت الملك المؤسس من ذلك) حتى مقتل الملك المؤسس عبد الله بن الحسين في 20 يوليو 1951 عندها قرر مغادرة الأردن والعودة إلى العراق، حيث تفرغ لأعماله الزراعية الخاصة، وقد أقام مزرعة خاصة به في منطقة الدورة بالقرب من بغداد، وانتقل إلى سورية وأقام فيها فترة من الوقت ولكنه عاد مرة أخرى إلى العراق واستمر فيها حتى وفاته.

## وفاته وإرثه
توفي حامد الوادي في بغداد بتاريخ 8 تشرين الأول 1966 ، ودفن فيها، ولم يترك أية آثار أو مؤلفات ، أما فيما يتعلق بأبنه الوحيد صلحي الوادي فهو أشهر مؤلف موسيقي وعازف كمان في الوطن العربي يحمل شهادة الدكتوراة في عزف الالات الموسيقية، كان قائد للأوركسترا السورية وتولى عمادة المعهد العالي للموسيقى بدمشق وكذلك المعهد العالي للفنون المسرحية (1934- 2007 م) وهو من أهم أعلام الموسيقى في سورية خاصة والوطن العربي عامه.